# Incendio global
Incendio Global es el segundo sencillo del álbum Camino a Idilia de la banda Argentina de Hardcore melódico Shaila.

## Contenido
La canción trata sobre la contaminación ambiental. 
La intención de la banda era que se tomara conciencia sobre el calentamiento global.